# Claude Gasnal
Claude Gasnal (Le Mans, Francia; 12 de febrero de 1949 – 11 de agosto de 2025) fue un baloncestista francés que jugó en la posición de alero.

## Carrera

### Club
Jugó toda su carrera con el SCM Le Mans de 1966 a 1979, equipo con el que fue campeón nacional en dos ocasiones.

### Selección nacional
Jugó para Francia en 95 ocasiones de 1969 a 1975, equipo con el que anotó 470 puntos y participó en dos ediciones del EuroBasket.

## Logros
- Ligue Nationale de Basket-ball (2): 1978, 1979.